# 妖怪名单
《妖怪名单》，是腾讯在2014年4月推出的漫画，原作者为糖人家，故事中男主角叫封夕，女主角叫苏九儿。故事內容是大学男生封夕与九尾妖狐苏九儿、树妖合欢、俗家女道士郭双、龙族末裔龙三元等人和妖前世今生的故事。

## 动画化
动画版第一季在2014年12月12号推出，
主題曲由MYC MUSIC作曲，血纯茗雅演唱，播放一年半左右时，网络点击量已破10亿。

## 主要人物
封夕（配音：李郝瑞）
本作男主角，大学学生，现世的“阳眼”。
苏九儿（配音：醋醋）
封夕所在学校的女学生，校花。真实身份是九尾妖狐苏妲己，系“黑名单”上的妖怪之一。
合欢（配音：冯骏骅）
合欢树女树妖，依赖吸食人类的精气来维持人形。
郭双（配音：龟娘）
道家女弟子，受师命转学到封夕所在的校园，暗中保护封夕。
龙三元（配音：冯骏骅）
封夕所在学校的校医。真实身份是龙王之女，龙族末裔。
沈泪（配音：冯骏骅（第一季）、杨鸥（第二季））
现世的“阴眼”。以往历代“阴眼”均为女性，今代却是男性。
灵灵（配音：苏婉）
电子女妖，诞生于网络虚拟空间，没有实体，通过一款APP吸取人类精气而修炼。